# Escola da regulação
A Escola da regulação ou teoria da regulação é uma corrente heterodoxa do pensamento económico de origem francesa. Baseia-se no conceito de regulação econômica.
A teoria foi concebida em meados da década de 1970, dentro do Centre pour la recherche économique et ses applications (Cepremap), com base nos trabalhos de Michel Aglietta, André Orléan, Bernard Billaudot, Robert Boyer, Benjamin Coriat (do CEPN, Centre d’économie de Paris Nord) e Alain Lipietz. Teve como ponto de partida uma crítica severa à economia neoclássica, a qual procurou ultrapassar através de uma síntese eclética entre  keynesianismo, marxismo, institucionalismo americano, historicismo alemão e a Escola dos Annales. A obra de Michel Aglietta, Régulation et crises du capitalisme (1976) vale como fundadora desta corrente.

## Conceitos básicos
Segundo a abordagem regulacionista, o capitalismo é um sistema naturalmente instável, sujeito a crises cíclicas. Porém, ele consegue se reproduzir durante um determinado período, através da criação de um aparato regulatório que, uma vez aceito pelos agentes econômicos, tende a agir de forma anticíclica. Desta forma, a abordagem regulacionista é uma crítica ao marxismo ortodoxo, uma vez que, segundo os teóricos da regulação, as crises do capitalismo não redundam em sua superação.
Um importante conceito utilizado pela escola da regulação é o de regime de acumulação. Um regime de acumulação pressupõe um padrão de organização da atividade produtiva adequado ao padrão de consumo, isto é, um nível de atividade econômica compatível com a demanda efetiva (oferta agregada = demanda agregada), o que evitaria crises de superprodução ou situações de elevado nível de inflação.
Outro conceito fundamental é o de modo de regulação, entendido como um conjunto de leis, valores e hábitos que medeiam a relação com o regime de acumulação e mantêm a coesão social. Os elementos que constituem um modo de regulação são as chamadas formas estruturais. A abordagem regulacionista destaca cinco importantes formas estruturais na sua análise:
- Forma de adesão ao Sistema Internacional: estabelece a forma de inserção no comércio internacional, que pode ser na forma de livre circulação de bens e serviços (Divisão Internacional do Trabalho) ou através de acordos comerciais regulados por organizações multilaterais (GATT, OMC);
- Padrão monetário: estabelece um padrão de pagamentos internacional, a exemplo do padrão ouro-libra e o padrão ouro-dólar;
- Forma de concorrência: estabelece a relação entre as empresas. Pode ser livre-concorrencial ou monopolista (concorrência administrada);
- Forma de Estado: estabelece a forma de intervenção estatal, que pode ser regulatória (Estado liberal) ou direta (Estado intervencionista);
- Relação salarial: estabelece a forma de organização do trabalho. Pode ser concorrencial, taylorista, fordista ou toyotista.

Da relação harmônica entre o conjunto das formas estruturais e o regime de acumulação capitalista na sociedade resulta um modo de desenvolvimento.